# Vernouillet, Eure-et-Loir
Vernouillet är en kommun i departementet Eure-et-Loir i regionen Centre-Val de Loire strax norr om centrala Frankrike. Kommunen ligger i kantonen Dreux-Sud som tillhör arrondissementet Dreux. År 2022 hade Vernouillet 12 491 invånare.

## Befolkningsutveckling
Antalet invånare i kommunen Vernouillet
Referens:INSEE